# Maggie Siff
Maggie Siff (ur. 21 czerwca 1974 w Nowym Jorku) – amerykańska aktorka filmowa i telewizyjna.

## Życiorys
Urodziła się w Nowym Jorku. Jej ojciec jest Żydem, sama określa się jako pół-Żydówka. Ukończyła Bronx High School of Science.
Otrzymała licencjat na Bryn Mawr College w Pensylwanii (jej głównym przedmiotem był angielski) oraz tytuł magistra sztuk pięknych w New York University Tisch School.
Na początku kariery aktorskiej występowała w teatrze. Za rolę w sztuce Henrika Ibsena 'Ghosts' w Lantern Theater Company w 1998 roku otrzymała nagrodę Barrymore Award.
Karierę telewizyjną rozpoczęła, grając młodą kobietę na spotkaniu AA w serialu Wołanie o pomoc. Wystąpiła również w serialach Prawo i porządek, Chirurdzy, Bez skazy. Sławę zawdzięcza rolom dr Tary Knowles w Synach Anarchii oraz Rachel Menken Katz w Mad Men.
W kwietniu 2014 roku urodziła swoje pierwsze dziecko, córkę Lucy.

## Role

### Film
| Rok  | Tytuł                  | Rola            |
| ---- | ---------------------- | --------------- |
| 2007 | Kiedyś mnie znajdziesz | Lily            |
| 2007 | Michael Clayton        | Adwokat         |
| 2009 | Funny People           | Rachel          |
| 2009 | Co w trawce piszczy?   | Rabbi Zimmerman |
| 2009 | Push                   | Teresa Stowe    |
| 2013 | Wstrząs                | Sam Bennet      |

### Seriale telewizyjne
| Lata      | Tytuł            | Rola                          |
| --------- | ---------------- | ----------------------------- |
| 2003–2010 | Bez skazy        | Rachel Ben Natan              |
| 2004–2011 | Wołanie o pomoc  | Młoda kobieta na spotkaniu AA |
| 2005      | Chirurdzy        | Ruthie Sales                  |
| 2007      | Mad Men          | Rachel Menken Katz            |
| 2008      | Life on Mars     | Maria Belanger                |
| 2008      | Synowie Anarchii | Tara Knowles                  |
| 2011      | A Gifted Man     | Lily Meyerson                 |
| 2016      | Billions         | Wendy Rhoades                 |